# Наша планета
«Наша планета» (англ. Our Planet) — британський документальний серіал 2019 року для платформи Netflix. Реліз відбувся 5 квітня 2019 року.
Цей серіал підіймає питання охорони природи, демонструючи різних тварин у природних умовах, та визначений тим, що приділяє значну увагу впливу людини на навколишнє середовище, ніж традиційні документальні фільми про природу. Серіал демонструє, як зміни клімату впливають на всіх живих істот. Це перший документальний фільм про природу, який створив Netflix. Документальний фільм «Наша планета: За кадром» (англ. «Our Planet: Behind the Scenes») вийшов на Netflix 2 серпня 2019 року. 

## Виробництво
У 2015 році було оголошено, що знімальна група BBC, яка створила серіали «Планета Земля» та «Планета Земля II», займеться розробкою восьмисерійного серіалу про природу для платформи Netflix. У листопаді 2018 року стало відомо, що закадровий текст серіалу читатиме сер Девід Аттенборо, а реліз відбудеться в квітні 2019 року.
Знімання серіалу проходило в 50 країнах світу протягом чотирьох років, знімальна команда склала понад 600 чоловік. Загальний час знімань перевищив три з половиною тисячі знімальних днів.

## Епізоди
| № серії | Назва серії                                         | Оригінальна дата виходу |
| ------- | --------------------------------------------------- | ----------------------- |
| 1       | «Одна планета» «One Planet»                         | 5 квітня 2019           |
| 2       | «Замерзлі світи» «Frozen Worlds»                    | 5 квітня 2019           |
| 3       | «Джунглі» «Jungles»                                 | 5 квітня 2019           |
| 4       | «Прибрежні моря» «Coastal Seas»                     | 5 квітня 2019           |
| 5       | «Від пустель до лугів» «From Deserts To Grasslands» | 5 квітня 2019           |
| 6       | «Відкриті моря» «The High Seas»                     | 5 квітня 2019           |
| 7       | «Свіжа вода» «Fresh Water»                          | 5 квітня 2019           |
| 8       | «Ліси» «Forests»                                    | 5 квітня 2019           |

## Сприйняття
Агрегатор оглядів Rotten Tomatoes повідомив про рейтинг схвалення 93 % на основі 30 оглядів та глядацький рейтинг схвалення 91 % на основі 108 відгуків.
На сайті Metacritic рейтинг серіалу складає 83 бали (8 позитивних і 2 нейтральних відгуки).
На сайті IMDb рейтинг серіалу на 25 січня 2020 року складав 9,3 що дозволило серіалу посісти 9 місце серед усіх серіалів.

## Нагороди
Серіал отримав дві нагороди «Прайм-тайм премія «Еммі»»: Девіду Аттенборо як найкращому оповідачеві і як найкращий документальний серіал.
А також Нагороду Голлівуду за музику у візуальних медіа — Стівену Прайсу за найкращу музику для титрів телесеріалу.

## Саундтрек
Було видано альбом з музичним оформленням, спеціально замовленим композитору Стівену Прайсу для серіалу. До альбому включено також пісня «In This Together», що є основною темою і створена у співпраці з англійською співачкою та авторкою пісень Еллі Голдінг.
| \| # \| Назва \| Назва епізоду \| Тривалість \| \| ------ \| ------------------------------ \| ---------------------- \| ---------- \| \| 1. \| «This Is Our Planet» \| «Одна планета» \| 3:43 \| \| 2. \| «The Numbers Build» \| «Відкриті моря» \| 5:04 \| \| 3. \| «They Work As A Team» \| «Замерзлі світи» \| 3:41 \| \| 4. \| «The Importance of This River» \| «Свіжа вода» \| 2:40 \| \| 5. \| «An Ingenious Technique» \| «Прибрежні моря» \| 2:49 \| \| 6. \| «The Ocean Returns the Favour» \| «Від пустель до лугів» \| 2:20 \| \| 7. \| «Baby Blue» \| «Відкриті моря» \| 4:51 \| \| 8. \| «Regeneration» \| «Ліси» \| 1:51 \| \| 9. \| «An Unknown Signal» \| «Одна планета» \| 5:08 \| \| 10. \| «Too Big to Argue With» \| «Джунглі» \| 5:35 \| \| 11. \| «Frozen Worlds» \| «Замерзлі світи» \| 3:26 \| \| 12. \| «Mayflies» \| «Свіжа вода» \| 3:08 \| \| 13. \| «Great Rolling Waves» \| «Прибрежні моря» \| 6:36 \| \| 14. \| «Crucial to Their Survival» \| «Джунглі» \| 7:25 \| \| 15. \| «Every Year There Are Others» \| «Ліси» \| 2:48 \| \| 16. \| «Where Life Gathers» \| «Одна планета» \| 3:20 \| \| 17. \| «The Perfect Gift» \| «Замерзлі світи» \| 2:53 \| \| 18. \| «The Oceans Belong to Us All» \| «Відкриті моря» \| 6:19 \| \| 19. \| «Deserts and Grasslands» \| «Від пустель до лугів» \| 2:56 \| \| 20. \| «The Mighty Mekong» \| «Свіжа вода» \| 2:01 \| \| 21. \| «Corals» \| «Прибрежні моря» \| 2:17 \| \| 22. \| «Leaf Cutters» \| «Джунглі» \| 1:18 \| \| 23. \| «Chernobyl» \| «Ліси» \| 7:03 \| \| 24. \| «Into the Woodlands» \| «Одна планета» \| 4:35 \| \| 25. \| «Signature Moves» \| «Одна планета» \| 2:35 \| \| 26. \| «Every Other Breath You Take» \| «Відкриті моря» \| 4:21 \| \| 27. \| «Arctic Refugees» \| «Замерзлі світи» \| 6:38 \| \| 28. \| «A Sudden Turn» \| «Відкриті моря» \| 2:11 \| \| 29. \| «A Nest of Bubbles» \| «Свіжа вода» \| 1:56 \| \| 30. \| «He Wins Her Approval» \| «Джунглі» \| 1:42 \| \| 31. \| «Majestic Submarine Forests» \| «Прибрежні моря» \| 2:28 \| \| 32. \| «They Came Back» \| «Від пустель до лугів» \| 2:33 \| \| 33. \| «We Must Preserve What’s Left» \| «Джунглі» \| 2:28 \| \| 34. \| «Ice Caves» \| «Свіжа вода» \| 2:26 \| \| 35. \| «Mythical Creatures Follow» \| «Замерзлі світи» \| 3:31 \| \| 36. \| «They Have Come to a Desert» \| «Від пустель до лугів» \| 1:41 \| \| 37. \| «This Glacial Ice» \| «Одна планета» \| 7:42 \| \| 38. \| «A Greater Resilience» \| «Прибрежні моря» \| 4:02 \| \| 39. \| «The Next Twenty Years» \| «Одна планета» \| 1:41 \| \| 40. \| «In This Together» \| With Ellie Goulding \| 4:43 \| \| 120:26 \| \| \| \| |                                |                        |            |
| # | Назва                          | Назва епізоду          | Тривалість |
| 1. | «This Is Our Planet»           | «Одна планета»         | 3:43       |
| 2. | «The Numbers Build»            | «Відкриті моря»        | 5:04       |
| 3. | «They Work As A Team»          | «Замерзлі світи»       | 3:41       |
| 4. | «The Importance of This River» | «Свіжа вода»           | 2:40       |
| 5. | «An Ingenious Technique»       | «Прибрежні моря»       | 2:49       |
| 6. | «The Ocean Returns the Favour» | «Від пустель до лугів» | 2:20       |
| 7. | «Baby Blue»                    | «Відкриті моря»        | 4:51       |
| 8. | «Regeneration»                 | «Ліси»                 | 1:51       |
| 9. | «An Unknown Signal»            | «Одна планета»         | 5:08       |
| 10. | «Too Big to Argue With»        | «Джунглі»              | 5:35       |
| 11. | «Frozen Worlds»                | «Замерзлі світи»       | 3:26       |
| 12. | «Mayflies»                     | «Свіжа вода»           | 3:08       |
| 13. | «Great Rolling Waves»          | «Прибрежні моря»       | 6:36       |
| 14. | «Crucial to Their Survival»    | «Джунглі»              | 7:25       |
| 15. | «Every Year There Are Others»  | «Ліси»                 | 2:48       |
| 16. | «Where Life Gathers»           | «Одна планета»         | 3:20       |
| 17. | «The Perfect Gift»             | «Замерзлі світи»       | 2:53       |
| 18. | «The Oceans Belong to Us All»  | «Відкриті моря»        | 6:19       |
| 19. | «Deserts and Grasslands»       | «Від пустель до лугів» | 2:56       |
| 20. | «The Mighty Mekong»            | «Свіжа вода»           | 2:01       |
| 21. | «Corals»                       | «Прибрежні моря»       | 2:17       |
| 22. | «Leaf Cutters»                 | «Джунглі»              | 1:18       |
| 23. | «Chernobyl»                    | «Ліси»                 | 7:03       |
| 24. | «Into the Woodlands»           | «Одна планета»         | 4:35       |
| 25. | «Signature Moves»              | «Одна планета»         | 2:35       |
| 26. | «Every Other Breath You Take»  | «Відкриті моря»        | 4:21       |
| 27. | «Arctic Refugees»              | «Замерзлі світи»       | 6:38       |
| 28. | «A Sudden Turn»                | «Відкриті моря»        | 2:11       |
| 29. | «A Nest of Bubbles»            | «Свіжа вода»           | 1:56       |
| 30. | «He Wins Her Approval»         | «Джунглі»              | 1:42       |
| 31. | «Majestic Submarine Forests»   | «Прибрежні моря»       | 2:28       |
| 32. | «They Came Back»               | «Від пустель до лугів» | 2:33       |
| 33. | «We Must Preserve What’s Left» | «Джунглі»              | 2:28       |
| 34. | «Ice Caves»                    | «Свіжа вода»           | 2:26       |
| 35. | «Mythical Creatures Follow»    | «Замерзлі світи»       | 3:31       |
| 36. | «They Have Come to a Desert»   | «Від пустель до лугів» | 1:41       |
| 37. | «This Glacial Ice»             | «Одна планета»         | 7:42       |
| 38. | «A Greater Resilience»         | «Прибрежні моря»       | 4:02       |
| 39. | «The Next Twenty Years»        | «Одна планета»         | 1:41       |
| 40. | «In This Together»             | With Ellie Goulding    | 4:43       |
| 120:26 |                                |                        |            |